# Anna Ortobelli
Anna Maria Ortobelli (15 dicembre 1934 – 13 novembre 2008) è stata una cestista italiana.

## Carriera
Ha disputato con l'Italia i Campionati europei del 1954.